# Kanton Baie-Mahault-2
Der Kanton Baie-Mahault-2 ist ein Wahlkreis im französischen Département Guadeloupe. Er umfasst seit seiner Neubildung im Zuge der Kantonsreform von 2015 einen Teil der Gemeinde Baie-Mahault (der andere Teil gehört seit dieser Zeit zum Kanton Baie-Mahault-1) sowie einen Teil der Gemeinde Petit-Bourg. 

## Gemeinden
Der Kanton besteht aus zwei Gemeinden und Gemeindeteilen mit insgesamt 23.981 Einwohnern (Stand: 1. Januar 2022) auf einer Gesamtfläche von 43,97 km²:
| Gemeinde              | Einwohner 1. Januar 2022 | Fläche km² | Dichte Einw./km² | Code INSEE | Postleitzahl |
| --------------------- | ------------------------ | ---------- | ---------------- | ---------- | ------------ |
| Baie-Mahault          | 11.649                   | 13,78      | 845              | 97103      | 97139, 97142 |
| Petit-Bourg           | 12.332                   | 30,19      | 408              | 97118      | 97190        |
| Kanton Baie-Mahault-2 | 23.981                   | 43,97      | 545              | 97105      | –            |

1. ↑   Nur der südwestliche Teil der Gemeinde, der Rest gehört zum Kanton Baie-Mahault-1.
2. ↑   Nur der nordöstliche Teil der Gemeinde, der Rest gehört zum Kanton Petit-Bourg.